# Giuliano Giuliani
Giuliano Giuliani (Roma, 29 settembre 1958 – Bologna, 14 novembre 1996) è stato un calciatore italiano, di ruolo portiere.

## Biografia

### Primi anni
Nativo di Roma ma cresciuto ad Arezzo con gli zii, visto che presto rimase orfano. Conseguì il diploma di geometra.

### Morte
Giuliani morì il 14 novembre 1996 nel reparto malattie infettive del policlinico Sant'Orsola-Malpighi di Bologna, città nella quale risiedeva dal 1993 e dove gestiva un magazzino di abbigliamento.

### Le dichiarazioni sulla morte
Benché all'epoca la morte fosse stata ufficialmente attribuita a crisi polmonare, anni dopo la sua ex moglie, la soubrette televisiva Raffaella Del Rosario, ammise che Giuliani aveva contratto l'AIDS, sospetto che peraltro era diffuso già dal 1992.
Nel 2003, in una dichiarazione al settimanale Controcampo, Raffaella Del Rosario accusò l'ex presidente del Napoli, Corrado Ferlaino, e l'antidoping; tali dichiarazioni furono poi ritrattate in un'intervista del 2010 al quotidiano Libero.
Il 17 settembre 2018, in un'intervista a La Gazzetta dello Sport, ancora la ex moglie di Giuliani ha affermato che il loro matrimonio era finito a causa di un tradimento subìto nel 1989, durante la festa di matrimonio di Diego Armando Maradona, alla quale la signora non era presente, e confessatole al momento della diagnosi di AIDS, lasciando intendere un legame fra l'episodio e la malattia del marito.

## Carriera

### Club
È cresciuto calcisticamente nell'Arezzo, con cui disputò quattro campionati di Serie C/Serie C1. Passò nell'estate del 1980 al Como; con tale squadra esordì in Serie A a ventidue anni, il 9 novembre 1980, nel pareggio interno contro il Torino (1-1).
Nell'estate del 1985 si trasferì al Verona neocampione d'Italia, dove venne chiamato a sostituire Claudio Garella, nel frattempo passato al Napoli. Nel 1987, in occasione di ben due partite differenti (una ad aprile e una ad ottobre) di campionato, Giuliani si rende protagonista di due parate su altrettanti rigori calciati da Diego Maradona, diventando così l'unico portiere in assoluto capace di neutralizzare due volte Maradona dal dischetto. L'anno successivo fu sul punto di firmare con l'Inter, ma alla fine i nerazzurri decisero di proseguire con Walter Zenga; Giuliani quindi - ironia della sorte - fu ancora una volta chiamato a sostituire Garella, questa volta proprio al Napoli.
Con i partenopei si mette in mostra nel primo anno parando due rigori a Cesena ed a Verona consentendo in entrambe le partite di vincerle per 0-1. Sempre nella stagione 1988-89 contribuisce alla vittoria della Coppa UEFA incassando solo un goal nelle sei partite casalinghe, quello della finale di andata contro lo Stoccarda. L'anno successivo dopo la sconfitta agli ottavi di finale della Coppa UEFA per 5-1 in Germania contro il Werder Brema, viene relegato in panchina per due incontri in favore di Raffaele Di Fusco, per poi riprendere la titolarità dalla partita Napoli-Ascoli 1-0. Il 29 aprile 1990 vince così il suo primo scudetto con la maglia azzurra.
Ciò nonostante, nel corso della stagione successiva non riuscì a convincere il tecnico Alberto Bigon, il quale nell'estate 1990 gli preferì il neoacquisto Giovanni Galli; nel giro di poche settimane Giuliani si ritrovò quindi catapultato dalla gioia dello scudetto ai campi della Serie B, accasandosi all'Udinese dove andò nuovamente a raccogliere - per la terza volta in carriera - l'eredità di Garella. Con i friulani rimase fino al 1993, anno del ritiro agonistico.

### Nazionale
Non avendo mai giocato con la nazionale maggiore, poté essere convocato dal commissario tecnico Francesco Rocca per le Olimpiadi di Seul, dove rimase sempre in panchina alle spalle di Stefano Tacconi.

## Statistiche

### Presenze e reti nei club
| Stagione        | Squadra         | Campionato      | Campionato | Campionato | Coppe nazionali | Coppe nazionali | Coppe nazionali | Coppe continentali | Coppe continentali | Coppe continentali | Altre coppe | Altre coppe | Altre coppe | Totale | Totale |
| Stagione        | Squadra         | Comp            | Pres       | Reti       | Comp            | Pres            | Reti            | Comp               | Pres               | Reti               | Comp        | Pres        | Reti        | Pres   | Reti   |
| --------------- | --------------- | --------------- | ---------- | ---------- | --------------- | --------------- | --------------- | ------------------ | ------------------ | ------------------ | ----------- | ----------- | ----------- | ------ | ------ |
| 1976-1977       | Arezzo          | C               | 1          | -2         | CI-S            | ?               | ?               | -                  | -                  | -                  | -           | -           | -           | 1+     | -2 +   |
| 1977-1978       | Arezzo          | C               | 8          | -7         | CI-S            | ?               | ?               | -                  | -                  | -                  | -           | -           | -           | 8+     | -7 +   |
| 1978-1979       | Arezzo          | C1              | 13         | -11        | CI-S            | ?               | ?               | -                  | -                  | -                  | -           | -           | -           | 13+    | -11 +  |
| 1979-1980       | Arezzo          | C1              | 30         | -15        | CI-S            | ?               | ?               | -                  | -                  | -                  | -           | -           | -           | 30     | -15 +  |
| Totale Arezzo   | Totale Arezzo   | Totale Arezzo   | 52         | -35        |                 | ?               | ?               |                    | -                  | -                  |             | -           | -           | 52+    | -35 +  |
| 1980-1981       | Como            | A               | 4          | -4         | CI              | 0               | 0               | -                  | -                  | -                  | CM+TC       | 4+2         | -2 + -5     | 10     | -11    |
| 1981-1982       | Como            | A               | 27         | -35        | CI              | 4               | -4              | -                  | -                  | -                  | -           | -           | -           | 31     | -39    |
| 1982-1983       | Como            | B               | 38         | -24        | CI              | 5               | -6              | -                  | -                  | -                  | -           | -           | -           | 43     | -30    |
| 1983-1984       | Como            | B               | 36         | -23        | CI              | 5               | -5              | -                  | -                  | -                  | -           | -           | -           | 41     | -28    |
| 1984-1985       | Como            | A               | 30         | -27        | CI              | 0               | 0               | -                  | -                  | -                  | -           | -           | -           | 30     | -27    |
| Totale Como     | Totale Como     | Totale Como     | 135        | -113       |                 | 14              | -15             |                    | -                  | -                  |             | 6           | -7          | 155    | -135   |
| 1985-1986       | Verona          | A               | 29         | -37        | CI              | 6               | -6              | CC                 | 4                  | -4                 | TE          | 1+          | -1+         | 40+    | -48+   |
| 1986-1987       | Verona          | A               | 28         | -21        | CI              | 7               | -2              | -                  | -                  | -                  | -           | -           | -           | 35     | -23    |
| 1987-1988       | Verona          | A               | 29         | -27        | CI              | 6               | -8              | CU                 | 8                  | -7                 | -           | -           | -           | 43     | -42    |
| Totale Verona   | Totale Verona   | Totale Verona   | 86         | -85        |                 | 19              | -16             |                    | 12                 | -11                |             | 1+          | -1+         | 118+   | -113+  |
| 1988-1989       | Napoli          | A               | 32         | -27        | CI              | 10              | -10             | CU                 | 12                 | -10                | -           | -           | -           | 54     | -47    |
| 1989-1990       | Napoli          | A               | 32         | -28        | CI              | 6               | -5              | CU                 | 6                  | -9                 | -           | -           | -           | 44     | -42    |
| Totale Napoli   | Totale Napoli   | Totale Napoli   | 64         | -55        |                 | 16              | -15             |                    | 18                 | -19                |             | -           | -           | 98     | -89    |
| 1990-1991       | Udinese         | B               | 38         | -43        | CI              | 0               | 0               | -                  | -                  | -                  | -           | -           | -           | 38     | -43    |
| 1991-1992       | Udinese         | B               | 37         | -32        | CI              | 4               | -5              | -                  | -                  | -                  | -           | -           | -           | 41     | -37    |
| 1992-1993       | Udinese         | A               | 1          | -1         | CI              | 2               | -6              | -                  | -                  | -                  | -           | -           | -           | 3      | -7     |
| Totale Udinese  | Totale Udinese  | Totale Udinese  | 76         | -76        |                 | 6               | -11             |                    | -                  | -                  |             | -           | -           | 82     | -87    |
| Totale carriera | Totale carriera | Totale carriera | 413        | -364       |                 | 55+             | -57 +           |                    | 30                 | -30                |             | 7+          | -8+         | 505+   | -459+  |

## Palmarès

### Competizioni nazionali
- Campionato italiano: 1 
Napoli: 1989-90

### Competizioni internazionali
- Coppa UEFA: 1 
Napoli: 1988-89